# Jackson Page
Jackson Page (n. 8 august 2001, Ebbw Vale⁠(d), Țara Galilor, Regatul Unit) este un jucător galez de snooker. Este fost campion mondial de juniori.

## Finalele carierei

### Finale în turnee de clasament: 1
| Rezultat | Nr. | An   | Turneu              | Adversar în finală | Scor |
| Finalist | 1.  | 2024 | Championship League | Ali Carter         | 1–3  |

### Finale la amato: 8 (5 titluri)
| Rezultat | Nr. | An   | Turneu                           | Adversar în finală    | Scor |
| Finalist | 1.  | 2016 | Campionatul European Sub-18      | Tyler Rees            | 2–5  |
| Campion  | 1.  | 2016 | Campionatul Mondial Sub-18       | Yun Fung Tam          | 5–4  |
| Campion  | 2.  | 2017 | Campionatul European Sub-18      | Amir Nardeia          | 5–3  |
| Finalist | 2.  | 2017 | Campionatul European Sub-21      | Alexander Ursenbacher | 4–6  |
| Campion  | 3.  | 2018 | Campionatul European Sub-18 (2)  | Florian Nüßle         | 5–3  |
| Campion  | 4.  | 2018 | Campionatul Galez pentru amatori | Ian Sargeant          | 8–1  |
| Finalist | 3.  | 2018 | Challenge Tour – Event 3         | Barry Pinches         | 2–3  |
| Campion  | 5.  | 2019 | Campionatul European Sub-21      | Ross Bulman           | 5–1  |